# Ichneumon degeerii
Ichneumon degeerii là một loài tò vò trong họ Ichneumonidae.